# Szendrényi Katalin
Szendrényi Katalin (Szeged, 1960. augusztus 26. –) magyar opera-énekesnő (drámai szoprán).

## Élete
Édesanyja Magyar Katalin újságíró, édesapja Szendrényi Lajos gyógyszerész, akiknek egyedüli gyermekük. Zalaegerszegen nevelkedett, majd 1974-től szülővárosában a Tömörkény István Zeneművészeti Szakközépiskola diákja volt. 1978-ban lett Budapesten a Liszt Ferenc Zeneművészeti Főiskola ének szakán Polgár László és Kutrucz Éva növendéke. 1983-ban művésztanári diplomát szerzett. Két évig az opera szakon Sziklay Erika tanítványa volt.
Az operaénekesi diploma megszerzése után, 1985-ben szerződtette a Magyar Állami Operaház. Drámai szoprán és mezzoszoprán szerepeket egyaránt énekelt. Oratóriuménekesként is gyakran szerepel. 1986 és '88 között a milánói Scala ösztöndíjasa volt. Világszerte vendégszerepelt.

## Szerepei
- Bartók: A kékszakállú herceg vára — Judit
- Cilea: Adriana Lecouvreur — címszerep
- Mascagni: Parasztbecsület — Santuzza
- Puccini: Tosca — Floria Tosca
- Verdi: A trubadúr — Azucena
- Verdi: Aida — címszerep
- Wagner: A bolygó hollandi — Senta
- Wagner: Istenek alkonya — Brünnhilde

## Díjai
- 1982 Antonin Dvorak's International Singing Competition I. díj
- 1985 International Singing Contest Francisco Viñas A legjobb Wagner-előadás különdíja
- 1986 Gant Nagydíj
- 1987 The International Competition for Verdian Voices — Città di Busseto 1. díj és Rosa Ponsell Spec. különdíj
- 1988 Monte-carlói Nagydíj győztese